# Сибірський шельф

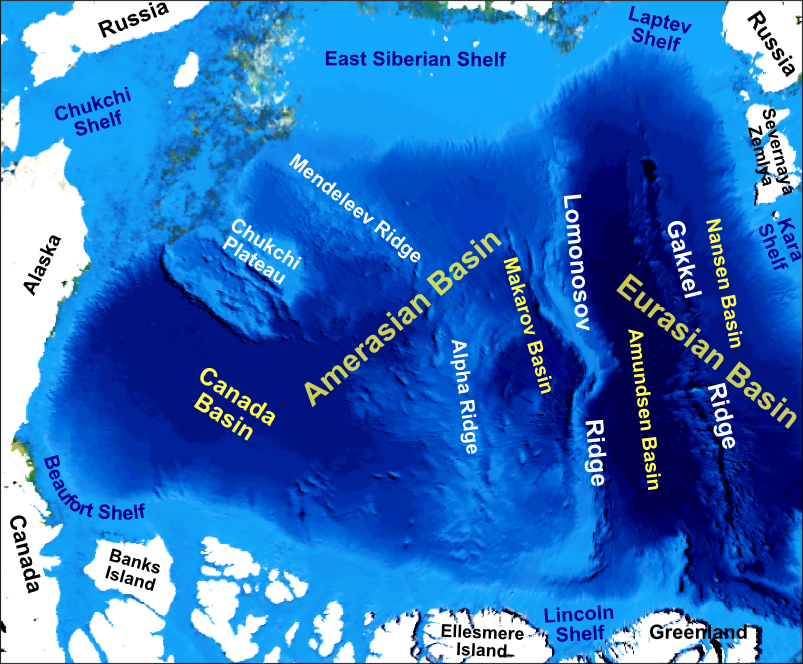
Батиметрична/топографічна карта Північного Льодовитого океану та його околиць

79° пн. ш. 80° сх. д. / 79° пн. ш. 80° сх. д.
Сибірський шельф — один з материкових шельфів Північного Льодовитого океану, найбільший континентальний шельф на Землі, частина континентального шельфу Росії. Він простягається від берегів Євразії на 1500 км вглиб Північного Льодовитого океану. Шельф мілководний, середня глибина становить 100 м. На території шельфу розташовується велика кількість островів, найбільші з яких — острів Врангеля, Нова Земля, Новосибірські острови.
Шельф розташований під морями: Карським, Лаптєвих, Східносибірським — і, відповідно, поділяється на шельф Карського моря, шельф моря Лаптєвих і Східносибірський шельф.
На сході він переходить у шельф Чукотського моря, який поділяють між собою російський Далекий Схід і Аляска. На заході він переходить у шельф Баренцевого моря.
Підводний хребет Ломоносова поділяє Сибірський шельф на Євроазійський і Америазійський басейни.